# Парадище
Парадище (словен. Paradišče) — поселення в общині Гросуплє, Осреднєсловенський регіон, Словенія. Висота над рівнем моря: 353,3 м.